# Vladímir Pankov
Vladímir Pankov (en ruso: Владимир Панков; Barnaúl, URSS, 18 de febrero de 1950) es un deportista soviético que compitió en piragüismo en la modalidad de aguas tranquilas. Ganó una medalla de plata en el Campeonato Mundial de Piragüismo de 1971, en la prueba de C2 500 m.

## Palmarés internacional
| Campeonato Mundial | Campeonato Mundial    | Campeonato Mundial | Campeonato Mundial |
| Año                | Lugar                 | Medalla            | Competición        |
| ------------------ | --------------------- | ------------------ | ------------------ |
| 1971               | Belgrado (Yugoslavia) | Medalla de plata   | C2 500 m           |